# Coleman (Teksas)
Coleman je grad u američkoj saveznoj državi Teksas. Prema popisu stanovništva iz 2010. u njemu je živjelo 4.709 stanovnika.